# Odontodrassus
Odontodrassus is een geslacht van spinnen uit de familie bodemjachtspinnen (Gnaphosidae).

## Soorten
De volgende soorten zijn bij het geslacht ingedeeld:
- Odontodrassus aphanes (Thorell, 1897)
- Odontodrassus aravaensis Levy, 1999
- Odontodrassus bicolor Jézéquel, 1965
- Odontodrassus hondoensis (Saito, 1939)
- Odontodrassus mundulus (O. P.-Cambridge, 1872)
- Odontodrassus muralis Deeleman-Reinhold, 2001
- Odontodrassus nigritibialis Jézéquel, 1965
- Odontodrassus yunnanensis (Schenkel, 1963)